# Касука
Футбольний клуб «Касука» (малай. Kelab Bola Sepak Kasuka) — професійний брунейський футбольний клуб із міста Бандар-Сері-Бегаван, який грає в Суперлізі Брунею, найвищому дивізіоні брунейського футболу.

## Історія

### Ранні роки (1993—1998 роки)
У зв'язку з вимогами жителів кампонга Сунгай-Кедаян мати свою команду в окружній лізі, в 1993 році був заснований футбольний клуб «Касука». Наприкінці 1990-х і на початку 2000-х років клуб мав низку успіхів. У сезоні 1997–98 клуб виграв лігу округу Бруней-Муара, а також додали до своїх трофеїв Кубок поліції і Кубок Мукіма Беракаса. Вигравши в 1999 році Кубок Чемпіонів регіональної ліги, Кубок Пепсі та суперкубок регіональної ліги, «Касука» додала до своєї колекції ще 3 кубки.

### Подальші успіхи (1999—2013 роки)
З приходом тренера Моксена Мохаммада в 2000 році, команду виграла Лігу округу Бруней-Муара та Кубок Пенгіран Сенгамара Ді Раджа. За даними Футбольної асоціації Брунею, у 2000 році клуб також виграв як Трофей Мукіма Кіланаса, так і змагання «Md Amir PP». Під керівництвом нового тренера «Касука» наступного року здобула перемогу з рахунком 3–1 в фінальному матчі «Malaysian Pepsi Cup» проти ДПММ. У 2002 році «Касука» стала одним із засновників Ліги B, де команда закінчила сезон на третьому місці. «Касука» залишалася у вищому дивізіоні до сезону 2007—2008 років, коли команда достроково, за 2 тури до кінця, завершила виступи в чемпіонаті.

### Реформування (з 2014 року)

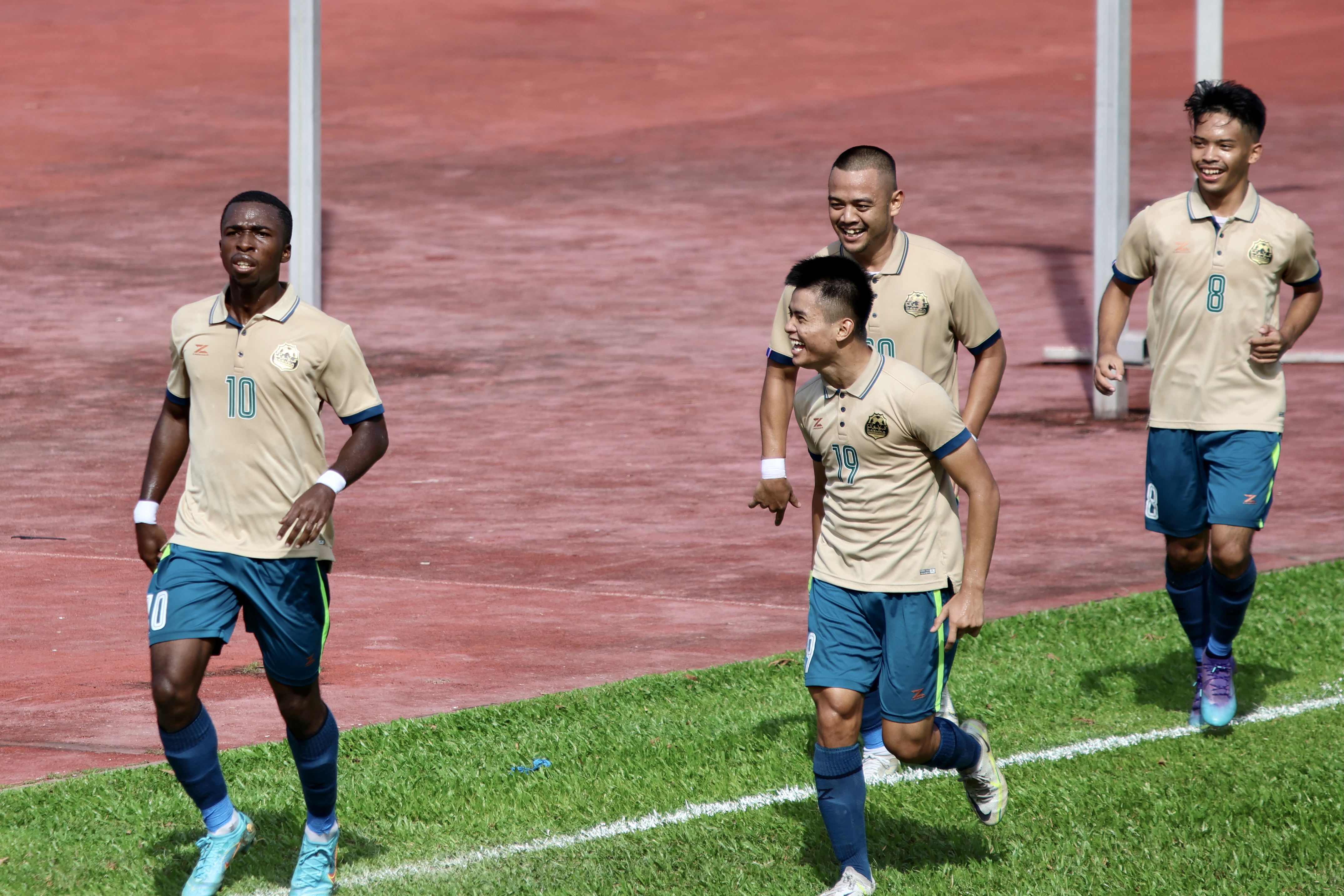
Гравці «Касуки» святкують після голу Леона Тейлора проти ДПММ у фіналі Кубка Брунею 2022 року

У 2014 році «Касука» виграла Прем'єр-лігу Брунею, вигравши підвищення до Суперліги. Наприкінці 2020 року команді вдалося отримати ліцензію АФК, враховуючи те, що команда завдяки другому місцю в сезоні 2018—2019 років мала взяти участь у Кубок АФК 2021 року. 7 липня 2021 року АФК оголосила про скасування матчів зони АСЕАН Кубка АФК 2021 року, що позбавило «Касуку» можливості дебютувати в континентальних кубках.
У 2022 році «Касука» ще більше зміцнила свій склад, придбавши кількох талановитих гравців, зокрема Аді Саїда, Азмана Ільхама Нура і Хайріла Шахме Сухаймі, щоб серйозно поборотися за Кубок Брунею 2022 року, єдине змагання під егідою Футбольної асоціації Брунею, яке проводилося протягом року. На початку розіграшу «Касуку» розглядали як фаворита на перемогу в турнірі. Команді вдалося пройти весь шлях до фіналу 4 грудня, в якому «Касука» спочатку вигравала після того, як Леон Салліван Тейлор забив перший гол у матчі на 13-й хвилині. Проте Азван Алі Рахман зрівняв рахунок у компенсований час першого тайму, а згодом Шах Разен Саїд забив переможний гол на 70-й хвилині, і «Касука» зазнала поразки у фіналі кубку.
Через рік, готуючись до Суперліги Брунею 2023 року, клуб запросив талановитих легіонерів, а також колишніх гравців ДПММ, зокрема Шаха Разена Саїда, Нура Асіраффахмі Норсамрі та Хазвана Хамза, що зробило їх фаворитами на здобуття чемпіонства. Проте в серпні клуб спіткала трагедія, коли після нетривалої хвороби помер один із основних гравців команди Абдул Халім Хасан. Лише після 16 ігор у сезоні ліга раптово завершилася, і «Касука» виграла чемпіонський титул з недосяжною перевагою над переслідувачами.

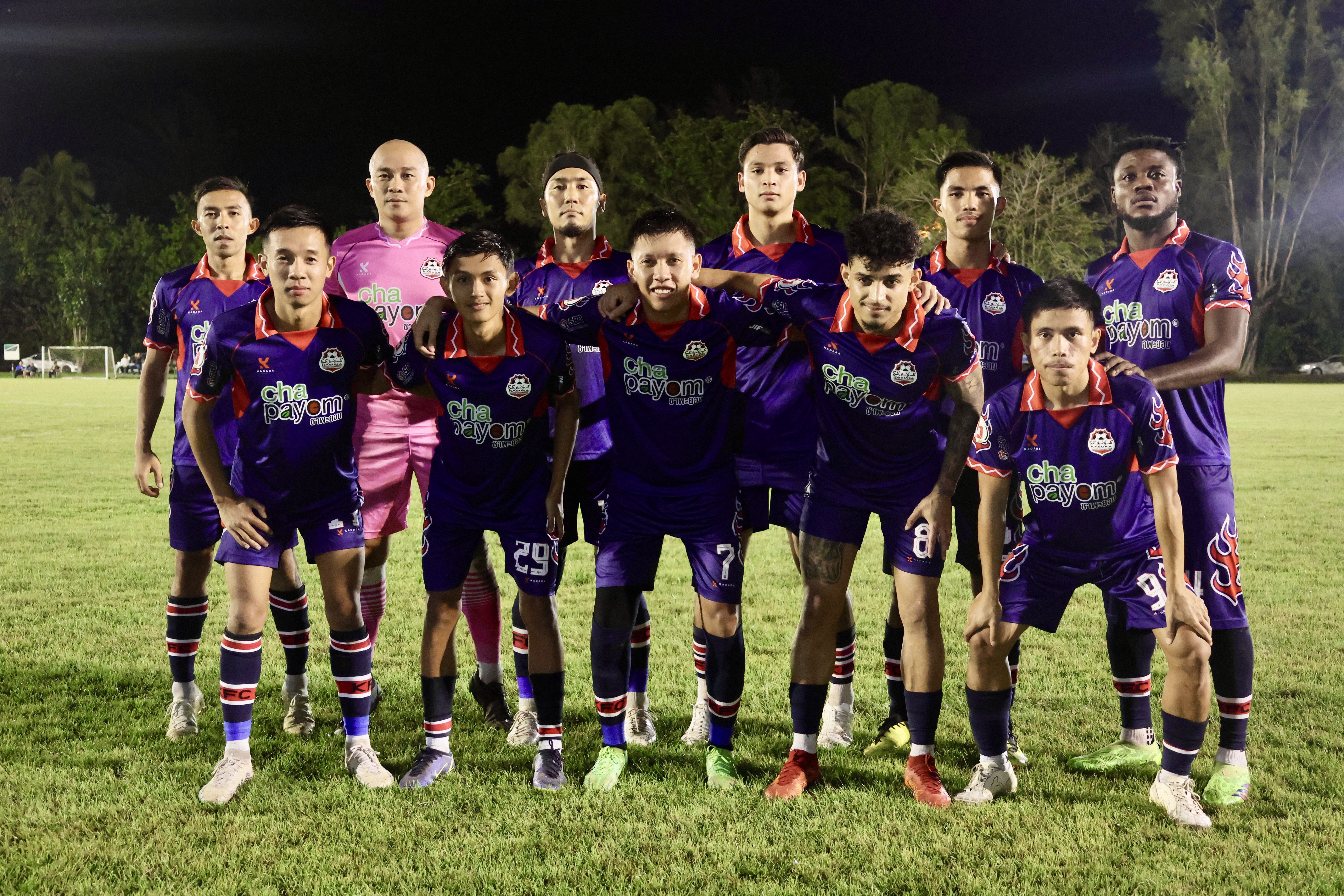
Стартовий склад «Касуки» під час матчу Суперліги Брунею 2024—2025 років проти БШРК

У травні 2024 року «Касука» повідомила про те, що клуб візьме участь у нещодавно відновленому Клубному чемпіонаті АСЕАН 2024—2025 років. У липні клуб грав у відбірковому плей-оф проти клубу «Шан Юнайтед» з М'янми, і за сумою двох матчів програв із загальним рахунком 2–4.

## Титули і досягнення
- Суперліга Брунею (2): 2023, 2024/25